# Hoa hướng dương (loạt tranh của Van Gogh)

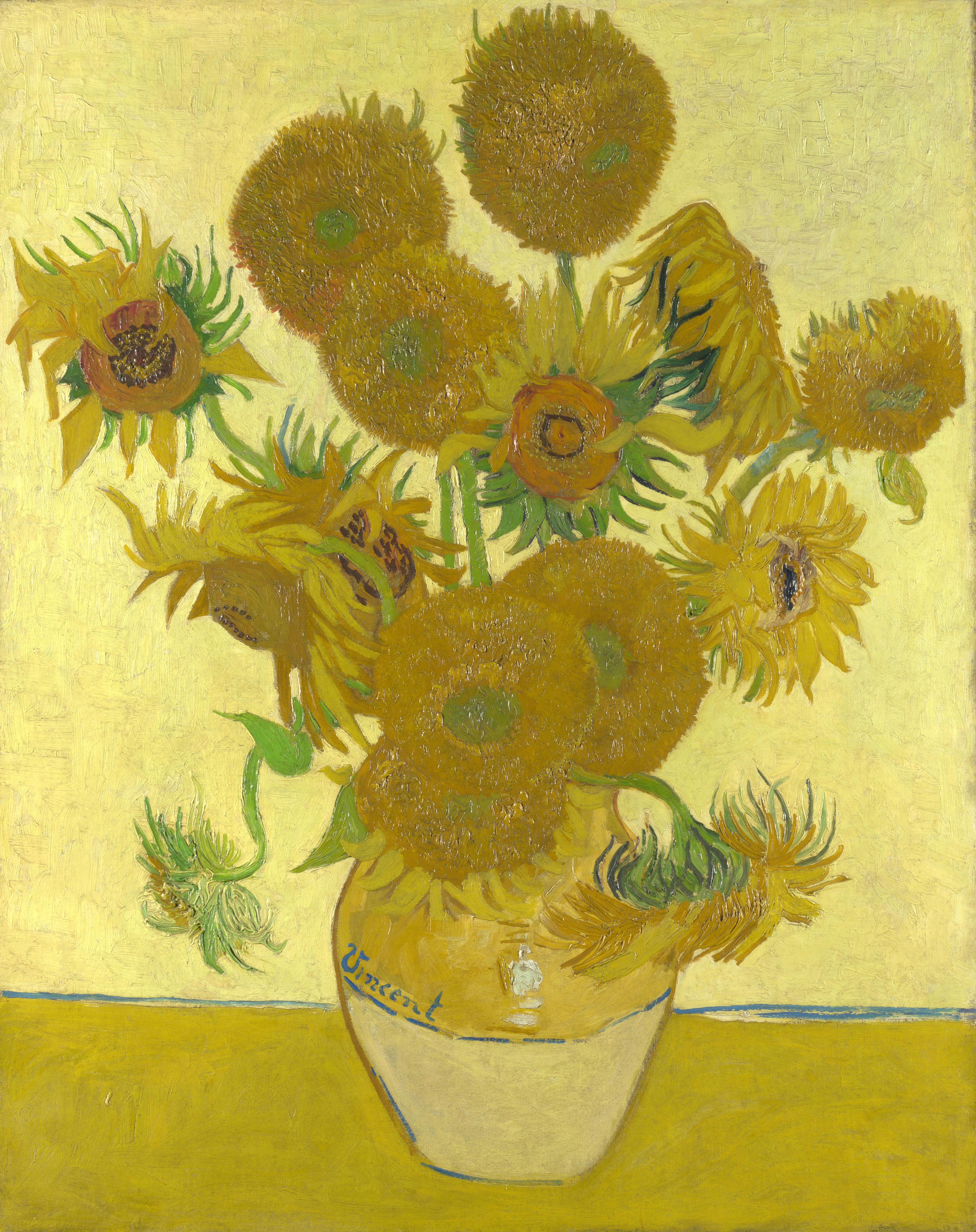
Phiên bản thứ 4, trưng bày tại phòng tranh Quốc gia, London

Hoa hướng dương (tên gốc, trong tiếng Pháp: Tournesols) là tên của hai loạt tranh về tĩnh vật được vẽ bởi họa sĩ người Hà Lan Vincent van Gogh. Loạt tranh đầu tiên, được thực hiện ở Paris năm 1887, mô tả những bông hoa nằm trên mặt đất, trong khi loạt tranh thứ hai, thực hiện một năm sau đó tại Arles, lại vẽ một bó hoa hướng dương đặt trong một chiếc bình. Trong tâm trí của họa sĩ, cả hai bộ đều được kết nối với tên của người bạn-họa sĩ Paul Gauguin, người đã mua hai bức tranh theo phiên bản tại Paris. Khoảng tám tháng sau, Van Gogh hy vọng được sẽ chào mừng và gây ấn tượng với Gauguin một lần nữa với Hoa hướng dương, lúc này là một phần của bộ trang trí Nhà Vàng, mà ông chuẩn bị cho phòng khách của ngôi nhà của mình ở Arles, nơi Gauguin sẽ ở lại. Sau khi Gauguin rời đi, Van Gogh đã tưởng tượng ra hai phiên bản là trang trí hai bên cánh cho bức Berceuse Triptych, và cuối cùng ông đã đưa chúng vào triển lãm Les XX Bruxelles của mình.

## Hoa hướng dươngở Paris
Ta không biết nhiều về các hoạt động của Van Gogh trong hai năm ông sống với em trai của mình, Theo, ở Paris, 1886-1888. Thực tế là, việc ông vẽ hoa hướng dương chỉ được tiết lộ vào mùa xuân năm 1889, khi Gauguin tuyên bố trao đổi một trong các phiên bản hoa hướng dương ở Arles để lấy những nghiên cứu ông đã bỏ lại sau khi rời Arles đến Paris. Van Gogh cảm thấy khó chịu và trả lời rằng Gauguin hoàn toàn không có quyền đưa ra yêu cầu này: "Anh chắc chắn đang đặt câu hỏi về những bông hoa hướng dương của anh. Ông ấy đã có hai bức tranh vẽ chúng, hãy để điều đó nhắc ông ấy. Và nếu ông ta không hài lòng về cuộc trao đổi với anh, ông ta có thể lấy lại tấm vải Martinique bé nhỏ của ông và cả bức chân dung mà ông gửi cho anh từ Brittany, cùng lúc đó thì phải đưa trả anh cả bức chân dung của anh  và hai bức tranh hướng dương mà ông ta mang đến Paris. Vì vậy, nếu ông ấy lại nói về vấn đề này một lần nữa, anh đã nói với em rằng vấn đề là như thế nào. "
Hai bức Hoa hướng dương mà Van Gogh còn băn khoăn, mỗi bức vẽ hai bông hoa, một trong số đó được bắt đầu bởi một nghiên cứu nhỏ và một bức vẽ lớn thứ tư kết hợp cả hai sáng tác.
Đây là những bức tranh đầu tiên của Van Gogh mà "không có gì ngoài hoa hướng dương" —đúng vậy, ông đã vẽ hoa hướng dương trong tranh tĩnh vật và cảnh quan trước đó.

## Hoa hướng dươngở Arles
Vincent đã viết cho Theo vào tháng 8 năm 1888, "Anh đang vui vẻ vẽ bức tranh của một người Mác-xây (Marseille) ăn bouillabaisse (một món súp), điều đó sẽ không làm em ngạc nhiên nếu đó là câu hỏi về việc vẽ những bông hoa hướng dương lớn... Nếu anh thực hiện kế hoạch này, có thể sẽ có một tá hoặc một loạt tranh như vậy. Tất cả sẽ là một bản giao hưởng của màu xanh lam và màu vàng.". Lúc này ông đã vẽ xong ba bức tranh và có ý định tiếp tục vẽ "với hy vọng có thể sống trong một studio của riêng anh và Gauguin, anh muốn làm phần trang trí cho studio. Không có gì ngoài hoa hướng dương lớn ", ông viết trong thư gửi em trai.
Bỏ qua hai phiên bản đầu tiên, tất cả các tranh Hoa hướng dương ở Arles được vẽ trên tranh canvas khổ 30
Phiên bản đầu tiên, tháng 8 năm 1888

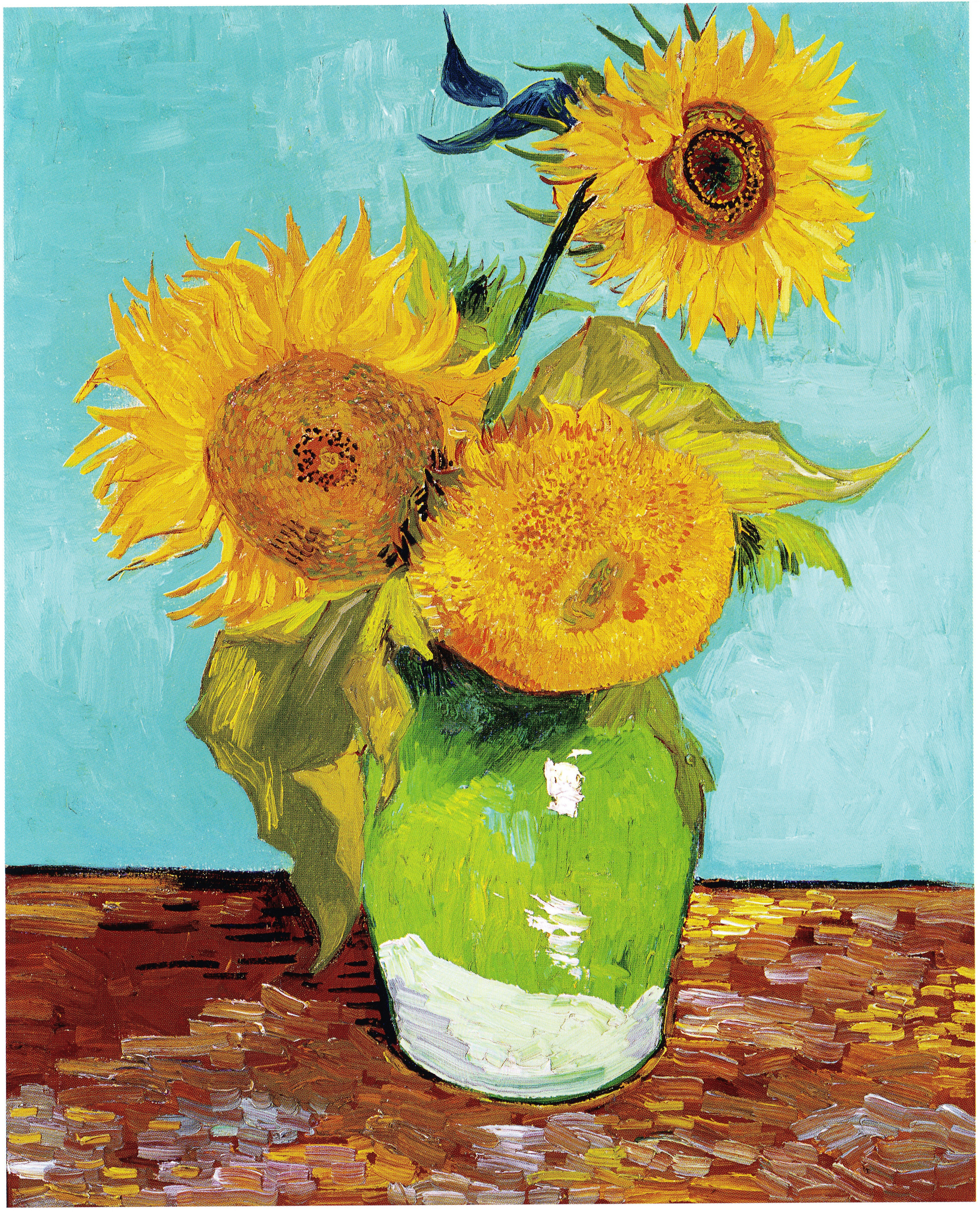
Hoa hướng dương (F453), Phiên bản đầu tiên: nền xanh ngọc. Sơn dầu trên voan, 73.5 × 60 cm. Bộ sưu tập cá nhân
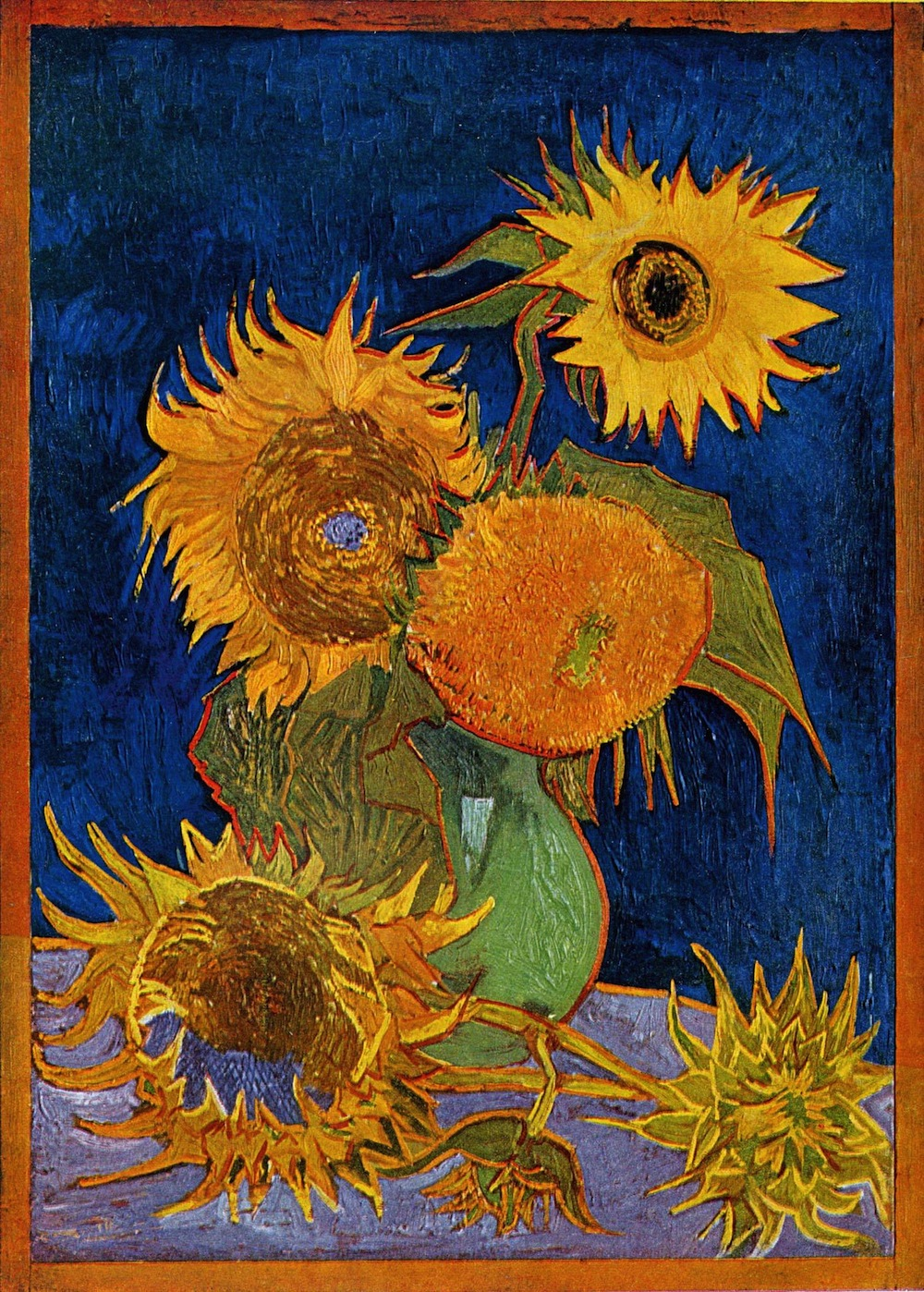
Hoa hướng dương (F459), phiên bản thứ hai: nền màu xanh hoàng gia. Sơn dầu trên vải, 98 × 69 cm. Bộ sưu tập cá nhân trước đây, Nhật Bản, bị phá hủy trong Thế chiến II vào ngày 6 tháng 8 năm 1945
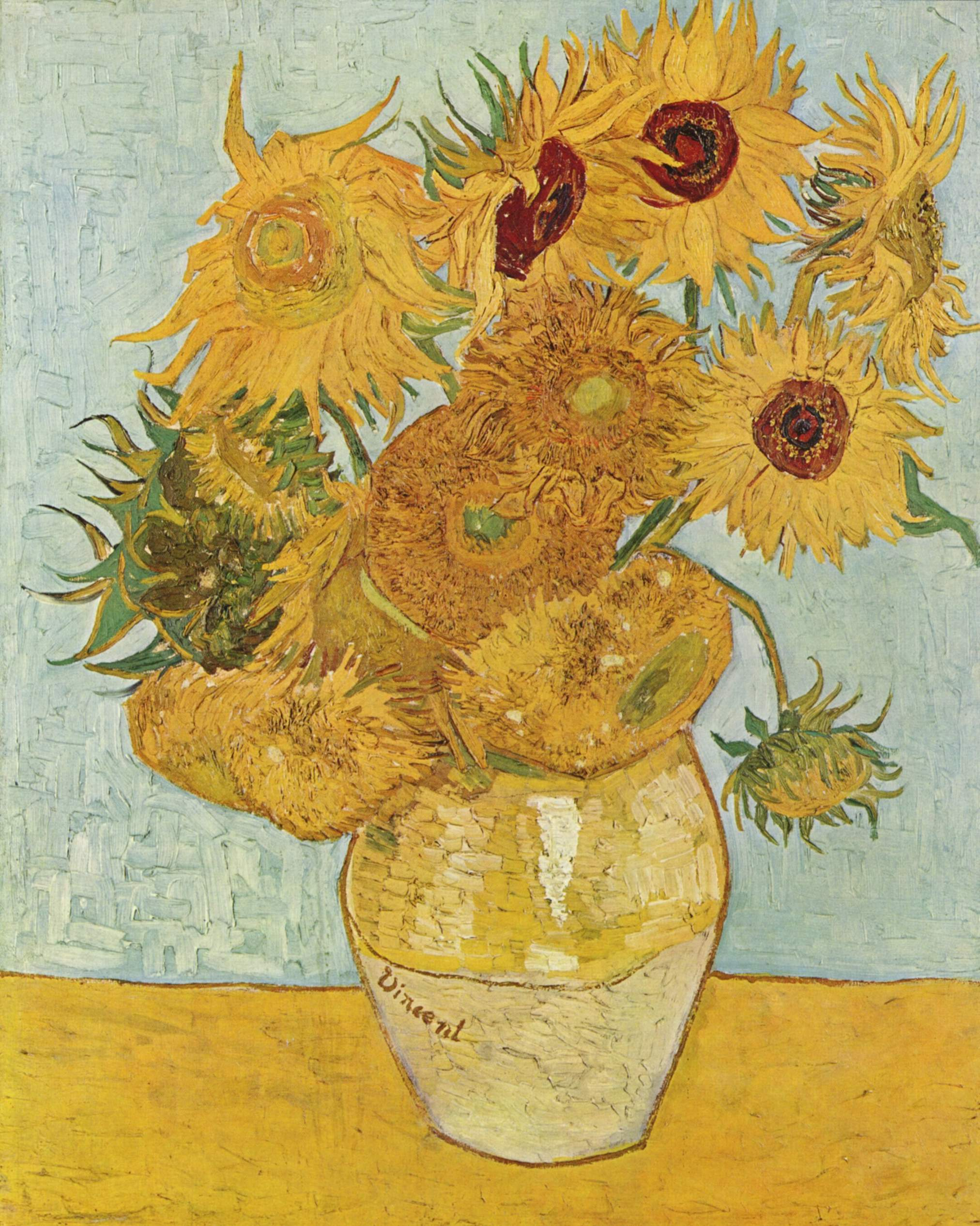
Hoa hướng dương (F456), phiên bản thứ ba: nền xanh lam- xanh lá cây. Sơn dầu trên vải, 91 × 72 cm Neue Pinakothek, Munich, Đức
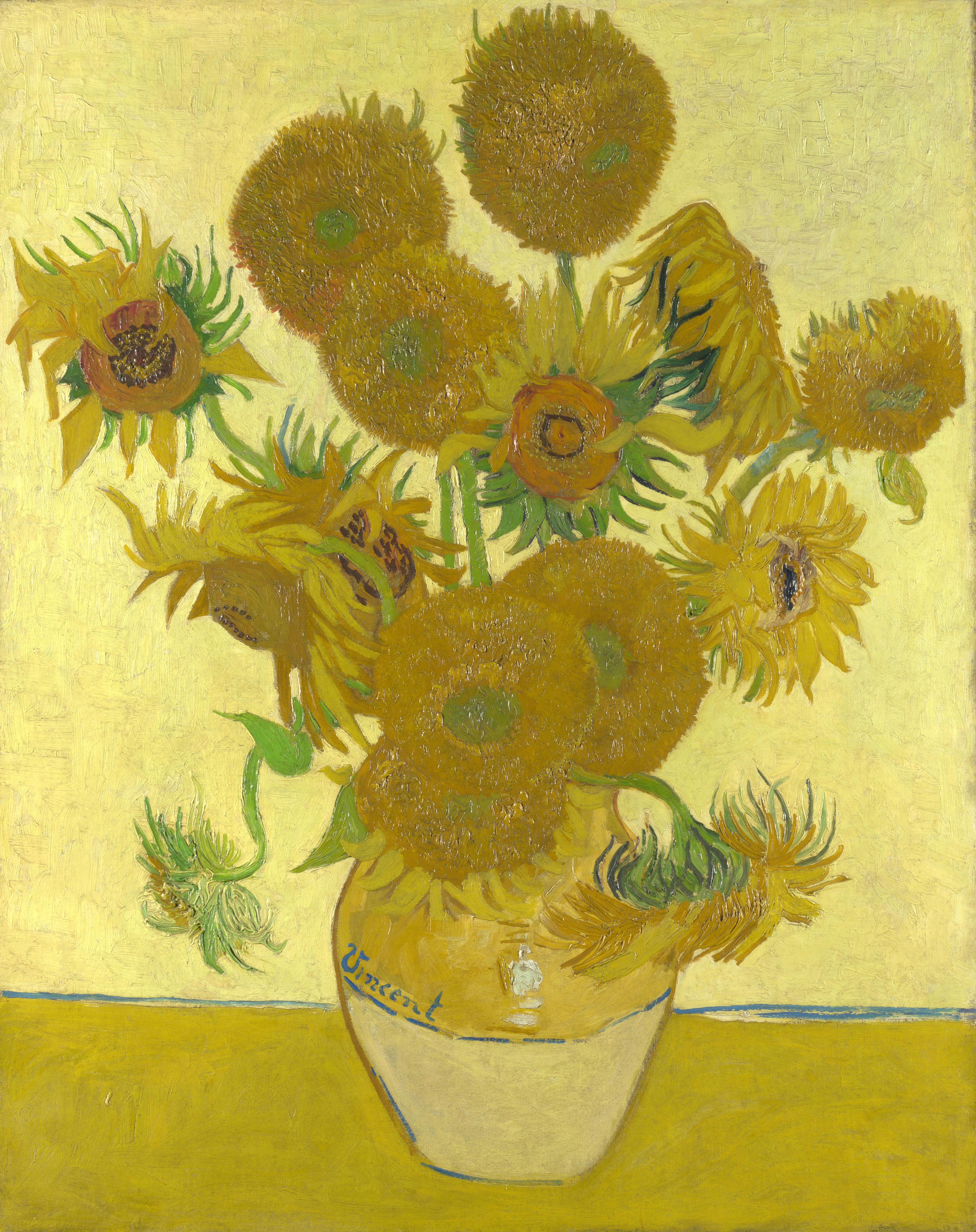
Hoa hướng dương (F454), phiên bản thứ tư: Nền màu vàng. Sơn dầu trên vải, 92,1 × 73 cm Phòng trưng bày Quốc gia, Luân Đôn, Anh

Những bức tranh này không có gì giống với mô tả chi tiết loạt tranh được cung cấp bởi chính Van Gogh. Phiên bản đầu tiên thì khác kích thước, tranh được vẽ trên canvas có khổ 20 - không phải trên canvas cỡ 15 như được Van Gogh chỉ ra  —còn các bức còn lại thì lại có số lượng bông hoa khác với Van Gogh mô tả. Phiên bản thứ hai thì rõ ràng là được mở rộng và thay đổi bản gốc bằng cách thêm hai bông hoa nằm ở phía trước, trung tâm và bên phải. Cả phiên bản thứ ba lẫn thứ tư đều không thể hiện cả mười hoặc mười bốn hoa như được chỉ ra bởi họa sĩ, mà thực ra là nhiều hơn nữa — mười lăm hoặc mười sáu. Những thay đổi này được thực hiện bằng kỹ thuật ướt-trên-ướt và do đó được coi là được chính ông vẽ lại — thậm chí là còn nhiều hơn khi chúng được sao chép vào các bức chép lại vào tháng 1 năm 1889; không còn dấu vết của những lần chỉnh sửa sau này, ít nhất là ở khía cạnh này.
Phiên bản lặp lại, tháng 1 năm 1889

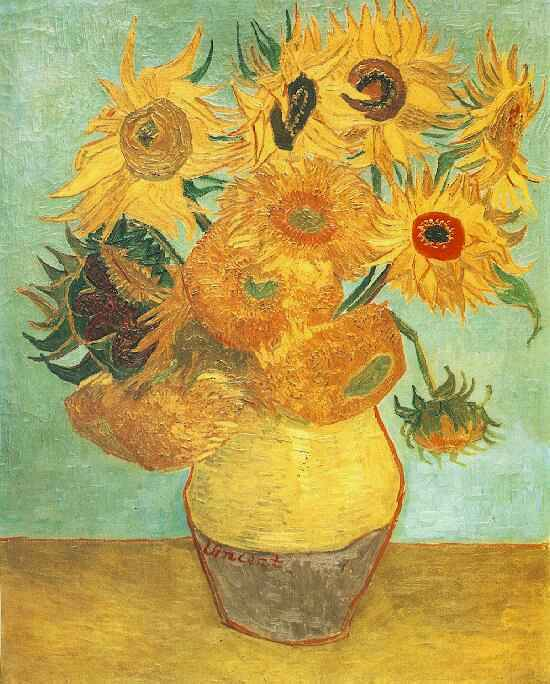
Hoa hướng dương (F455), lặp lại phiên bản thứ 3. Sơn dầu trên canvas, 92 × 72,5 cm. Bảo tàng Nghệ thuật Philadelphia, Philadelphia, Hoa Kỳ.
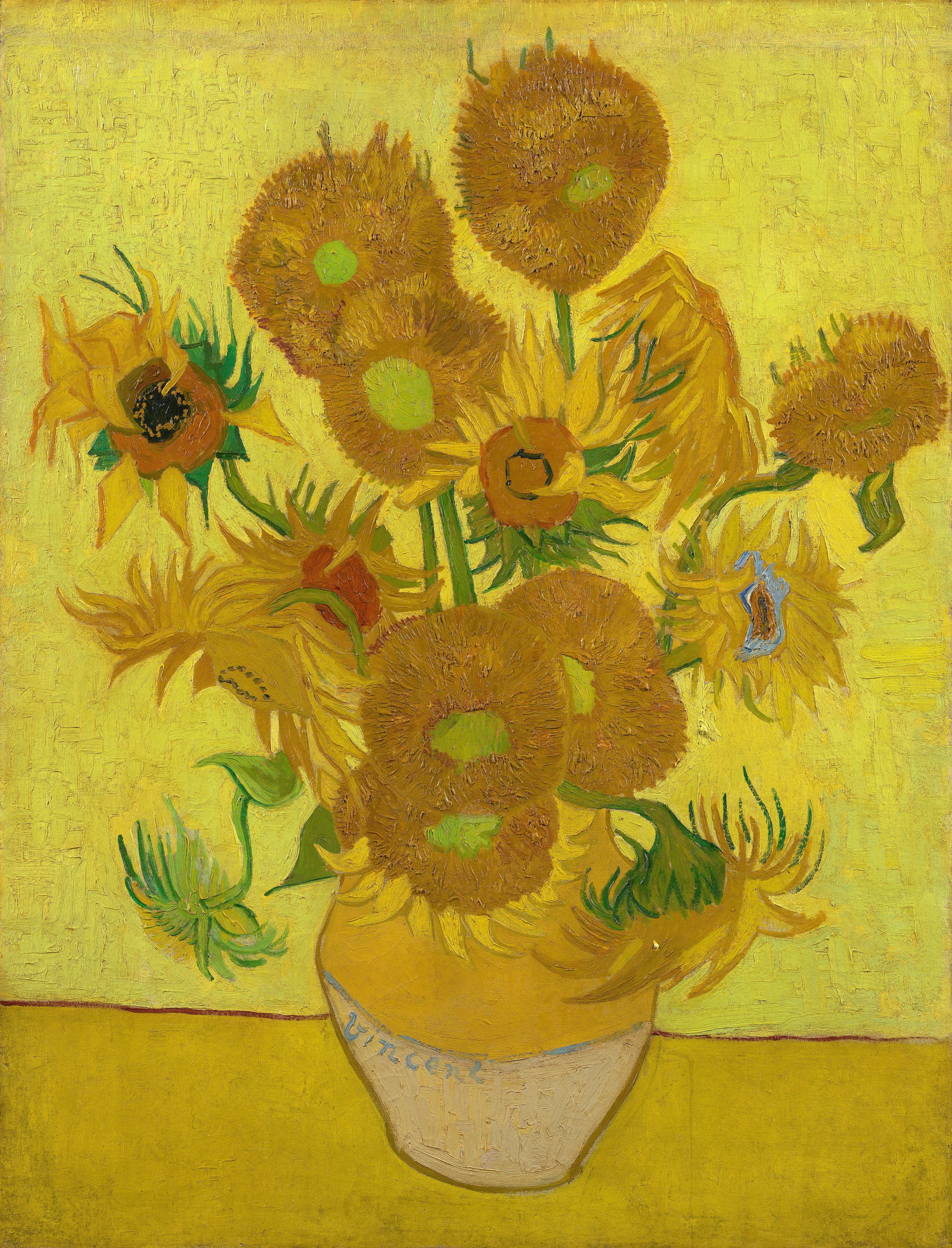
Hoa hướng dương (F458), lặp lại phiên bản thứ 4 (nền vàng). Sơn dầu trên canvas, 95×73 cm. Bảo tàng Van Gogh, Amsterdam, Hà Lan.
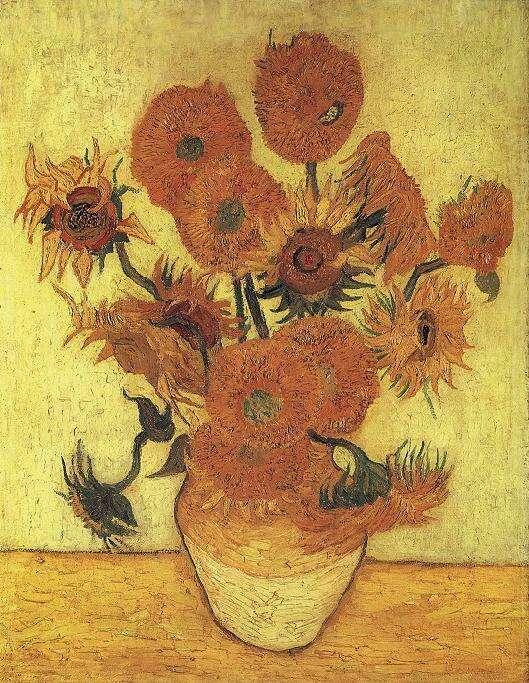
Hoa hướng dương (F457), bản sao của phiên bản thứ 4 (nền xanh vàng). Sơn dầu trên canvas, 100×76 cm. Bảo tàng Nghệ thuật Sompo Nhật Bản, Tokyo, Nhật Bản.